# خوپا

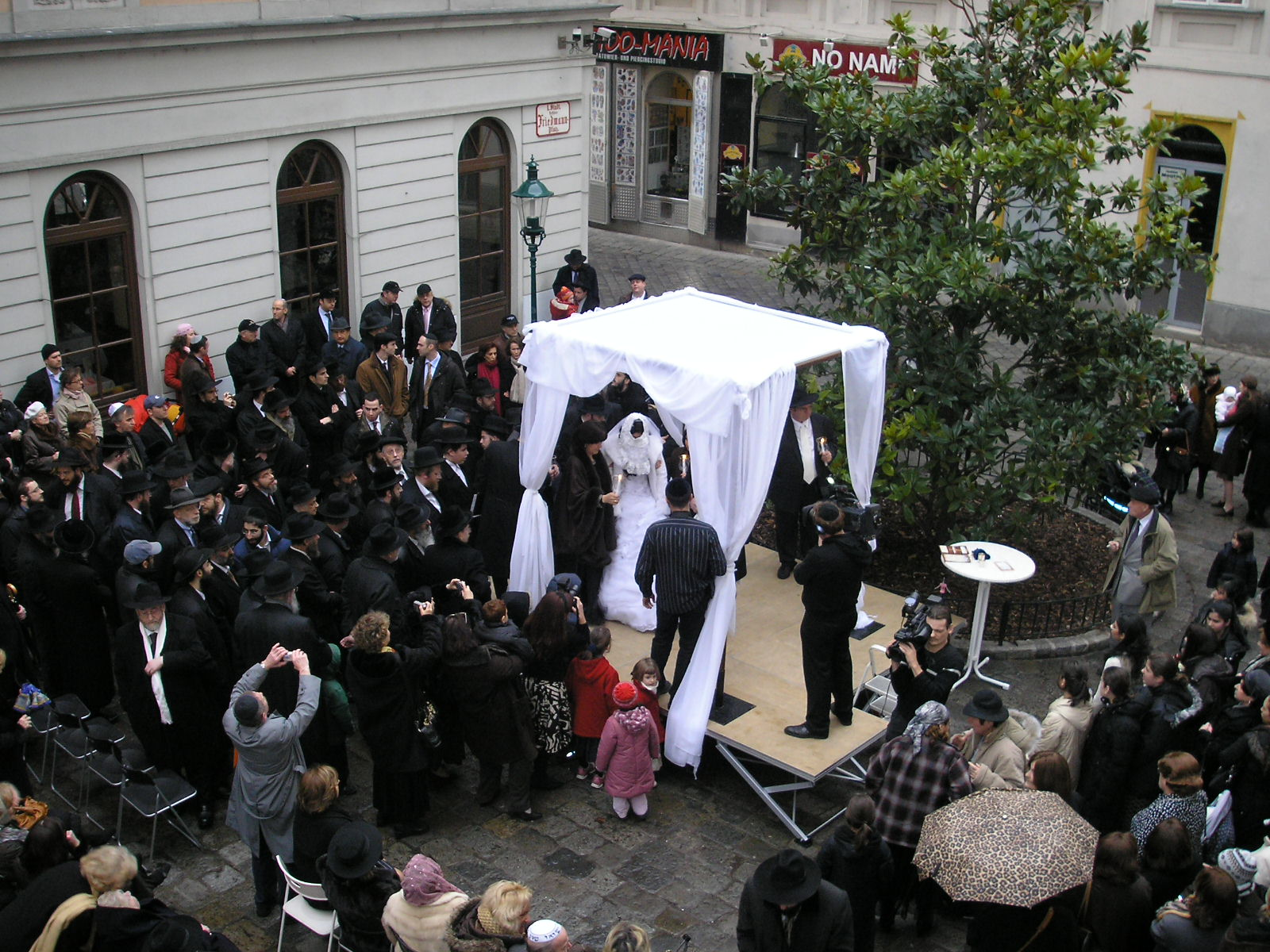
تصویری از یک زوج ارتدوکس یهودی در زیر خوپا در وین، اتریش.

خوپا (به عبری: חופה) از نمادهای اصلی ازدواج یهودیان است. خوپا چادری است با چهار ستون چوبی و سقفی پارچه‌ای که معمولاً آن را به رنگ سفید می‌پوشانند. خوپا نماد و مظهر اولین خانه‌ای است که زوج جوان در کنار هم به آن پای می‌نهند.

## اهمیت نمادین خوپا
در طول مراسم ازدواج هر یهودی، خوپا سمبل اصلی عقد و عروسی است. امروزه برای باشکوه‌تر ساختن مراسم عقد، خوپا را به صورت‌های مختلف تزئین می‌کنند که به شکوه و زیبایی مراسم به مراتب می‌افزاید.
خطبهٔ عقد توسط ربای در زیر خوپا جاری می‌شود.

## رسوم
مرسوم است که ابتدا داماد با هم‌راهی والدینش به زیر خوپا می‌رود و سپس دقایقی منتظر رسیدن عروس می‌ماند تا به او بپیوندد. پس از آن که عروس به همراه والدینش به زیر خوپا آمدند، داماد روی عروس را با توری که بر سر دارد می‌پوشاند و سپس خطبهٔ عقد توسط ربای در زیر خوپا انجام می‌شود.
در خانواده‌های ارتدوکس یهودی، عروس و داماد به مدت یک هفته قبل از مراسم، یکدیگر را نمی‌توانند ببینند و در روز مراسم، عروس و داماد روزه می‌گیرند. دلیل روزه‌گرفتن هم این است که در یهودیت، روز ازدواج، مقدس‌ترین روز زندگی هر زوج به حساب می‌آید.
پس از جاری‌شدن خطبه عقد توسط ربای، او از داماد می‌خواهد که حلقه‌های ازدواج را بین خود و عروس‌اش ردوبدل کند. داماد حلقه را به انگشت اشاره دست راست عروس کرده و با گفتن جمله «تو به من متبرک شدی»، در واقع عروس را همسر شرعی خود می‌سازد. سپس ربای به زوج تبرک می‌گوید و برایشان آرزوی خوشبختی می‌کند.
سپس بنابر قوانین آئین یهود، هفت نوع تبرک و دعا برای عروس و داماد در زیر خوپا خوانده می‌شود. پس از آن، جرعه‌ای شراب از جامی که توسط ربای تدارک دیده‌شده، توسط ربای برای تبرک نوشیده می‌شود و سپس ربای، جام را به دست داماد می‌دهد تا از آن بنوشد. پس از آن جام شراب به عروس و سپس به تمام اعضای خانواده که در زیر خوپا قرار گرفته‌اند داده می‌شود که هر کدام به نوبه خود جرعه‌ای از آن را بنوشند.
بعد از این مراسم، نوبت به خواندن عقدنامه و قباله ازدواج می‌رسد. ربای، بعد از قرائت عقدنامه، قباله ازدواج را به دست داماد می‌دهد که او هم متقابلاً آن را به عروس منتقل می‌سازد. پایان‌بخش آئین عقد و عروسی در دین یهود، شکستن لیوانی است که توسط داماد انجام می‌گیرد. داماد، لیوان شیشه‌ای پیچیده شده در دستمال را باید در زیر پایش قرار داده و ترجیحاً با یک لگد آن را بشکند. فلسفه شکستن لیوان آن است که حتی در زمان شادی هم باید فاجعهٔ خرابی اورشلیم را به یاد داشت.